# Atrichopogon impensus
Atrichopogon impensus är en tvåvingeart som beskrevs av Liu , Yan, Liu, Hao, Liu och Yu 2001. Atrichopogon impensus ingår i släktet Atrichopogon och familjen svidknott. Inga underarter finns listade i Catalogue of Life.